# Войчех Богуславски
Войчех Ромуалд Богуславски, герб Швинка (на полски: Wojciech Romuald Bogusławski) е полски актьор, оперен певец, режисьор, писател и драматург. Наричан е „Баща на полския театър“ .

## Биография
Роден е през 1757 година в село Глинно, Познански окръг в семейството на Леополд Богуславски и Анна Линовска. В периода (1783 – 1785, 1790 – 1794, 1799 – 1814) е директор на Варшавския народен театър. През 1801 година основава театърът в Калиш.

## Творчество
- Nędza uszczęśliwiona – опера (1778)
- Henryk VI na łowach – драма (1792)
- Krakowiacy i Górale – опера (1794)